# Plumatella
Plumatella är ett släkte av mossdjur som beskrevs av Jean-Baptiste Lamarck 1816. Plumatella ingår i familjen Plumatellidae.
Plumatella bildar större eller mindre oregelbundet förgrenade kolonier på stenar eller växter i sötvatten. Ektocystan är fast, pergamentartad, gul eller brun, de enskilda individerna cylindriska med tentaklerna tydligt hästskoformigt anordnade. En av arterna, Plumatella fungosa, förekommer tämligen allmänt i Sverige.
Släktet Plumatella indelas i:
- Plumatella agilis
- Plumatella bigemmis
- Plumatella bushnelli
- Plumatella casmiana
- Plumatella crassipes
- Plumatella emarginata
- Plumatella fruticosa
- Plumatella fungosa
- Plumatella ganapati
- Plumatella geimermassardi
- Plumatella incrustata
- Plumatella javanica
- Plumatella longa
- Plumatella longigemmis
- Plumatella marcusi
- Plumatella marlieri
- Plumatella mukaii
- Plumatella nitens
- Plumatella nodulosa
- Plumatella patagonica
- Plumatella princeps
- Plumatella pseudostolonata
- Plumatella recluse
- Plumatella repens
- Plumatella reticulata
- Plumatella rieki
- Plumatella ruandensis
- Plumatella serrulata
- Plumatella similirepens
- Plumatella siolii
- Plumatella stricta
- Plumatella suwana
- Plumatella vaihiriae
- Plumatella velata
- Plumatella vorstmani